# Avegno
Avegno (ligur nyelven Avëgno vagy Aëgno) település Olaszországban, Liguria régióban, Genova megyében. Lakosainak száma 2579 fő (2023. január 1.). Avegno Rapallo, Sori, Tribogna, Uscio és Recco községekkel határos.

## Népesség
A település népességének változása:
| Lakosok száma | 2548 | 2504 | 2579 |
|               | 2017 | 2018 | 2023 |